# 伊万·普柳伊
伊万·帕夫洛维奇·普柳伊（烏克蘭語：Іван Павлович Пулюй，羅馬化：Ivan Pavlovych Puliui，1845年2月2日—1918年1月31日），乌克兰物理学家及发明家，以其对X射线的早期研究而著称。他的贡献在20世纪末期之前不太为人所知。